# Ricard Pruna
Ricard Pruna i Grivé (Badalona, 8 augustus 1964) is een Spaans arts en chirurg gespecialiseerd in sportgeneeskunde. Sinds 1996 is hij bekend als de clubdokter van FC Barcelona.

## Loopbaan
Pruna studeerde af in geneeskunde en chirurgie aan de Universiteit van Barcelona in 1988, en is ook een specialist in geneeskunde, lichamelijke opvoeding en sport, deze diploma's behaalde hij in 1992. Zijn master sport-traumatologie behaalde hij in 1995 en zijn doctoraat geneeskunde in 2013. Hij werkte bij het sportmedisch centrum van de Catalaanse Sport. In 1996 trad hij toe tot de medische dienst van FC Barcelona, waar hij club-arts was voor het eerste voetbalteam. In 2011 ontving hij de prijs voor professionele uitmuntendheid van de Barcelona Medical Association  en tijdens het seizoen 2012/13 de prijs voor medische wetenschappen van het UEFA Research Fellowship-programma.  In september 2020 verliet hij FC Barcelona en ging aan de slag bij FC Andorra, de club van Gerard Piqué. Hier werkte hij een half jaar voordat hij een overstap maakte naar Sharjah FC. Hier verbleef hij enkele maanden voordat op 15 december 2021 weer terugkeerde naar FC Barcelona, onder andere omdat hier een medische-bestuurlijke schoonmaak werd uitgevoerd door het bestuur van president Joan Laporta.